# Alto Rio Novo
Alto Rio Novo este un oraș în unitatea federativă Espírito Santo (ES) din Brazilia.